# Pelhan
Pelhan je priimek več znanih Slovencev:
- Aleš Pelhan (*1985?), rock kitarist in pevec
- Aljoša Pelhan, bibliotekar (NUK)
- Ciril Pelhan (1921—2011), metalurg, livar, univ. profesor in plavalec
- Daša Pelhan (1927—2021), prva slovenska modna novinarka in urednica
- Ignac Pelhan, inženir, podjetnik (parna žaga v Žireh)
- Leopoldina Pelhan (1880—?), učiteljica kljekljanja
- Sergij Pelhan (*1939), sociolog, kulturni menedžer in politik